# Andreas Loewe
Jost Andreas Loewe (Múnich, Baviera, 27 de febrero de 1973 (52 años) es un sacerdote anglicano, académico de teología e historiador musical, Andreas es también miembro honorario y profesor del conservatorio de música de Melbourne Australia (Melbourne Conservatorium of Music).

## Biografía

### Educación
Andreas asistió a la secundaria en The United World College of the Atlantic antes de atender al St Peter’s College, Oxford (BA 1995, MPhill 1997, MA 1999).
Después de sus estudios en Selwyn College, Cambridge, donde fue Gosden Lay Capellán, Loewe recibió en 2001 su Doctorado en Filosofía (PhD).

### Ministerio
Ordenado en 2001 en Christ Church Cathedral, Oxford. Y después de su tiempo como sacerdote en Uptom-cum-Chalvey (2001 – 2004), fue nombrado como vicario adjunto en St Mary The Great y Capellán de Michaelhouse, Cambridge, posiciones que conservó desde 2004 hasta 2009 mientras Servía como miembro elevado de The faculty of Divinity, University of Cambridge.
Durante los años 2009 – 2012, Loewe fue capellán y Gavan Lecturer en Teología en Trinity College, Melbourne. Su investigación académica está enfocada en la reformación de Inglaterra y Alemania así como en la historia de la música, en particular el trabajo de Johann Sebastián Bach.
Loewe fue instalado en Melbourne, Australia como Deán de la catedral de San Pablo el 13 de octubre de 2012.
El 18 de diciembre de 2012, Loewe oficio el funeral de estado por la vida de Dame Elisabeth Murdoch. El 15 de diciembre de 2013 celebró la conmemoración publica a la vida de Nelson Mandela. El 24 de julio de 2014 lideró un servicio que incorporó varias creencias en memoria de aquellos que perecieron a bordo del vuelo MH17. El más reciente de sus oficios como sacerdote fue el 13 de agosto de 2014 en la instalación del reverendísimo Philip Freier como Primate de Australia. Uno de los 38 Primates en la comunión anglicana y en presencia del reverendísimo Justin Welby, Arzobispo de Canterbury.

### Otros
Fue elegido como miembro de la Royal Historical Society (FRHistS) en el 2011 y fue uno de los siete Rex Lipman miembros quien visitó St Peter’s College, Adelaide en el 2012.
Loewe es un abierto defensor de los derechos de los refugiados y exiliados y ha sido repetidamente llamado ante el gobierno federal para la intercesión de los mismos. En una carta a the Age,  un periódico local de Melbourne escrita en enero de 2014, Andreas condenó la política Australiana para refugiados como “inhumana para aquellos que buscan nuestra protección y degradante para Australia”.

### Honores
- - Oficial de la orden de St John (OStJ); designado por la Reyna Elizabeth II en el 2014 por sus servicios al cuerpo de Ambulancias de St John Australia.
- Portal:Anglicanismo. Contenido relacionado con Anglicanismo.